# Zollverein Szénbánya
A Zollverein Szénbánya egy 1986-ban bezárt szénbánya Essen északi részén. A hozzá tartozó kokszolóművel együtt a világörökség része, egyúttal az Ipari Örökségek Európai Útvonalának (ERIH) csomópontja.

## Története

### 1847–1890
A bányát Franz Heniel gyáros alapította, aki az acélgyártáshoz szükséges kokszot keresett. A Katernberg nevű helyen végzett próbafúrások során többek között egy ígéretes szénlelőhelyre bukkant, amelyet az 1834-ben alapított Zollvereinról nevezett el. Franz Haniel 1847-ben alapította Zeche Zollverein bányatársaságot és a tulajdonjogot családtagjai között osztotta szét.
Az 1-es akna ásása 1847. február 18-án kezdődött el Joseph Oertgen üzemvezető irányításával, akiről később utcát neveztek el. 130 méteres mélységben elérték a kőszenet, a fejtés azonban csak 1851-ben kezdődött el. Párhuzamosan az 1-es aknával 1849-ben elkezdték a 2-es akna ásását is, amely 1852-től kezdve üzemelt. Először két azonos méretű Malakov-tornyot állítottak fel szállítóberendezésként az aknák fölé; ezt a közös gépházzal rendelkező ikerépítményt később más bányáknál is használták. 1857-től a két akna mellé egy szénégető boksát helyeztek üzembe, majd 1866-ban ezt egy korszerű kokszolóművel váltották fel. 1880-ban a további akna mélyítését kezdték el; a 3-as akna 1883-tól állt üzembe. 1890-ben a termelés már 1 millió tonna volt.

### 1890–1918

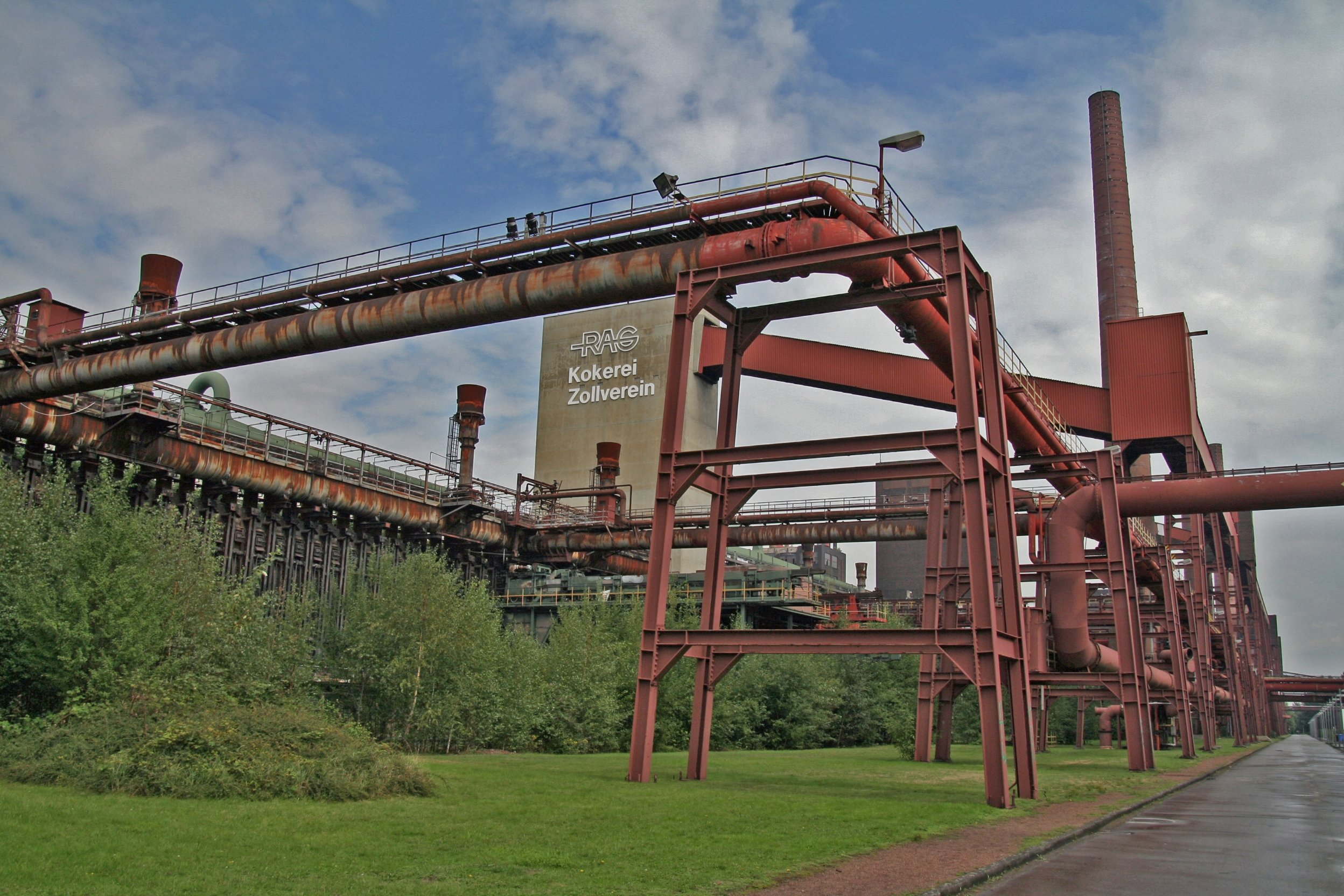
A kokszolómű

A következő években a konjunktúra miatt átfogó fejlesztések indultak. A Katernberg északi részén 1891 és 1896 megépítették a 4-es és 5-ös kettős aknát egy szállító- és egy szellőzőaknával. Az aknák mellé rögtön egy kokszolóművet is beüzemeltek. 1896-ban a Stopperberg területén további szállítóakna létesült, amely 1897-től üzemelt.
A Zollverein szellőzése azonban továbbra is elégtelen volt. Több szerencsétlenség után, amelyeket a sújtólég robbanás okozott, a bányaterületet több légaknával bővítették. Így jött létre
- 1897 és 1899 között a 3-as akna mellett a 7-es akna,
- 1897 és 1900 között az 1 és 2-es akna mellett a 8-as akna,
- 1903 és 1905 között a 6-os akna mellett a 9-es akna,

Az első világháború idején a termelés már 2,5 millió tonna volt.

### 1918–1932

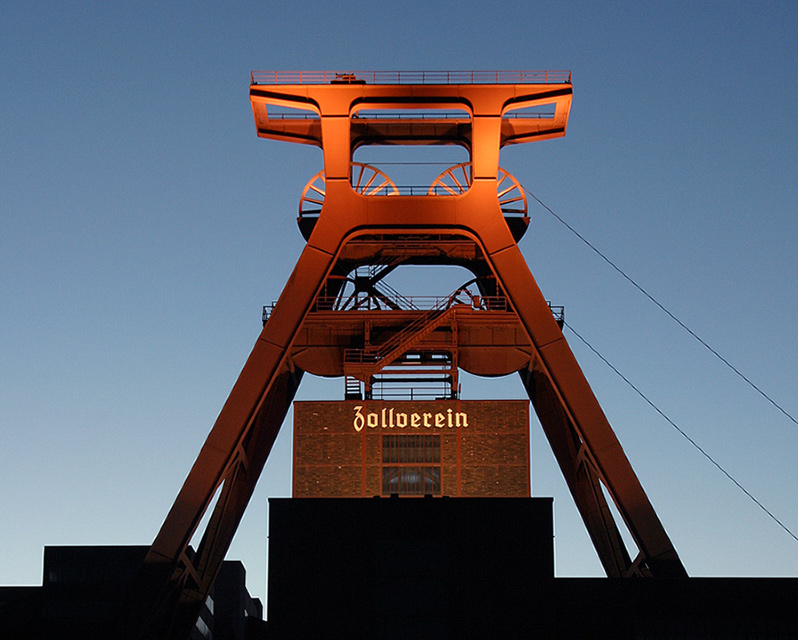
Az Albert-akna kettős tornya

1920-tól a Zollverein, ami addig családi tulajdonban volt, kooperációt kezdett a Phönix AG-vel. A szénbánya üzletvezetése teljesen a Phönix AG-hoz került; az új vezetés felújítási és karbantartási intézkedéseket vezetett be. A 2-es akna külön szállítóberendezést kapott, és elhatározták a 4-es és 5-ös akna felújítását. Beüzemelték a 11-es aknát, viszont a 4/5/11-es aknához kapcsolódó kokszolóművet leállították.
1926-ban a Zollverein Szénbánya a Gelsenkirchener Bergwerks-AG (GBAG) tulajdonába került. Ezt követően több kokszolóművet leállítottak. 1928-ban a GBAG egy új központi akna kiépítéséről határozott. A napi 12 000 tonna kapacitású 12-es akna átvette az addigi tizenegy akna és négy berendezés termelését. Az akna tervezése Fritz Schupp és Martin Kremmer építészek munkája volt, akiknek az építészeti és műszaki megoldásai a Bauhaus irányvonalát követték. Az 1930-ban épített aknatorony sok későbbi szállítóberendezésnek szolgált mintaként. Az aknában 1937-ben kezdtek termelni, és a GBAG akkori vezérigazgatója, Alber Vögler nevéről "Albert-aknának" nevezték el.

### 1932–1968
Az Albert-akna megépítésével a bánya termelése ugrásszerűen megnőtt. 1937-ben 6900 alkalmazottal 3,6 millió tonnás termelést ért el. Az 1/2/8-as aknák melletti kokszolóművet 54 kemencével újra beüzemelték és évente 200 000 tonna kokszot állított elő.
A második világháború alatt a bánya alig károsodott. 1953-ban már ismét elérte az évi 2,4 millió tonnás termelést, ezzel az első helyen állt a nyugatnémet kőszénbányák között. A régi GBAG utódja, a Rheinelbe Bergbau AG átfogó felújítást és észszerűsítést kezdett a Zollvereinban. Az 1-es akna feletti szállítóberendezést teljesen kicserélték. Egyidejűleg 1960–1964 között Fritz Schupp építész teljesen átalakította az 1/2/8-as aknákat. A 2-es akna megkapta a bezárt Friedlicher Nachbar bánya berendezését. 1961-ben egy új területen központi kokszolómű létesült 192 kemencével. 1968-ban a Zollverein a Ruhrkohle AG-hoz került.

### 1968–1986
A tulajdonosváltás után a bányában további gépesítést és észszerűsítést hajtottak végre. A termelés a továbbiakban évi 3 millió tonna körül volt, azonban 1983-ban elhatározták a Zollverein bezárását. Az utolsó fejtőberendezéseket 1986. december 23-án állították le. A kokszolómű még 1993-ig üzemelt.
A 12-es, 1/2/8-as és 3/10-es aknák megmaradt berendezéseit ipari műemlékként megtartották.

## Jelene
1986 óta a Zollverein Szénbánya műemlékvédelem alatt áll és kulturális központként működik. Itt található "A szén útja" kiállítás az ERIH látogatóközpontjában, az egykori kazánházban. Az 1/2/8-as akna területén az Észak-Rajna–Vesztfáliai Koreográfiai Központ és a Zollverein Művészeti Akna található. A 3/7/10-es akna a Margarethenhöhe kerámiaműhelynek ad otthont. Az egykori kokszolóüzemet kortárs művészeti kiállítóteremként hasznosítják. Szintén a kokszolóüzem területén található a Zollverein Kaszinó nevű kávézó és vendéglő.
2006 nyarán több év után befejeződött a szénmosómű átépítése. Az új teremben 20 ország alkotóinak 300 műtárgyát állították ki. 2008 őszére tervezik az új Ruhr-múzeum végleges beköltözését a hajdani szénmosóműbe.

## Fordítás
- Ez a szócikk részben vagy egészben  a   Zeche Zollverein című német Wikipédia-szócikk ezen változatának fordításán alapul.  Az eredeti cikk szerkesztőit annak laptörténete sorolja fel. Ez a jelzés csupán a megfogalmazás eredetét és a szerzői jogokat jelzi, nem szolgál a cikkben szereplő információk forrásmegjelöléseként.